# وانتیج، نیوجرسی
وانتیج (به انگلیسی: Wantage Township) شهری در ایالت نیوجرسی کشور ایالات متحده آمریکا است که جمعیت آن در سرشماری سال ۲۰۱۰ میلادی، ۱۱٬۳۵۸ نفر بوده‌است.